# Lijst van sauzen
Een lijst van sauzen.
- Aioli
- Andalousesaus
- Aspergesaus
- Barbecuesaus
- Bearnaisesaus
- Bechamelsaus
- Blackwellsaus
- Bolognesesaus
- Champignonsaus
- Chilisaus
- Chimichurri
- Chutney
- Cocktailsaus
- Curry
- Curryketchup
- Dipsaus
- Dressing
- Fritessaus
- Groene saus
- Grand Veneursaus
- Guacamole
- Harissa
- Chinese hoisinsaus
- Hollandaisesaus
- Hummus
- Joppiesaus
- Kaassaus
- Ketjap
- Knoflooksaus
- Knolseldersaus
- Maderasaus
- Mammoetsaus
- Mangochutney
- Mayonaise
- Mojo
- Mosterd
- Oestersaus
- Pepersaus
- Pesto
- Piccalilly
- Pindasaus
- Piripirisaus
- Portosaus
- Ravigote
- Roquefortsaus
- Roux
- Salsa
- Salsa verde
- Sambal
- Samoeraisaus
- Satésaus
- Sojasaus
- Sriracha
- Stoofvleessaus
- Stroganoffsaus
- Tabasco
- Tahini
- Tapenade
- Tarator
- Tartaarsaus
- Tomatenketchup
- Tomatensaus
- Tzatziki
- Veenbessensaus
- Vinaigrette
- Vissaus
- Vlammensaus
- Vleesjus
- Whiskysaus
- Witte saus
- Worcestersaus
- Zulusaus